# تودو (شهر)

تودو شهری در شهرستان توئسه در استان بازگا در بورکینافاسوی مرکزی است و جمعیت آن ۱۳۰۰ نفر است.